# Fritz Gödicke
Fritz Gödicke (* 21. Oktober 1919 in Zeitz; † 28. April 2009 in Berlin) war ein deutscher Fußballspieler, -trainer und -funktionär.

## Laufbahn als Spieler
Fritz Gödicke war Verteidiger. Er begann seine fußballerische Laufbahn 1931 bei der Freien Turnerschaft Zeitz. Nach deren Auflösung durch die Nationalsozialisten spielte er von 1933 bis 1938 für die Sportvereinigung Zeitz, bevor er bis 1945 für die Leipziger Sportvereinigung TURA 1899 spielte. Im Anschluss an seine Schulzeit wurde er in einer Zeitzer Maschinenfabrik zum Dreher ausgebildet. Während seiner Leipziger Vorkriegszeit war er Mitglied in einer antifaschistischen Jugendgruppe. Von 1943 bis 1945 war er zum Kriegsdienst eingezogen. Nach dem Zweiten Weltkrieg spielte Gödicke für die Leipziger SG Leutzsch, aus der wenig später Chemie Leipzig hervorging. Für die Leutzscher bestritt er 21 Spiele in der DDR-Oberliga und erzielte dabei ein Tor. In einer Leserumfrage der beiden DDR-Sportzeitungen Deutsches Sportecho und Neue Fußballwoche wurde Gödicke als bester Sportler gekürt. 1951 beendete Gödicke nach dem Gewinn der DDR-Fußballmeisterschaft seine aktive Laufbahn.

## Laufbahn als Trainer und Funktionär
Gödicke, seit 1945 KPD-Mitglied, später in der SED, wurde 1947 Ressortleiter Sport in der Leipziger FDJ-Kreisleitung und 1950 innerhalb des Deutschen Sportausschusses (DS) erster Vorsitzender des Fachausschusses Fußball, dem Vorläufer des Deutschen Fußball-Verbandes der DDR. Diese Position bekleidete er bis 1953, übernahm dann die Funktion des DS-Sekretärs. Nebenbei war er von 1951 bis 1953 Vizepräsident des Nationalen Olympischen Komitees (NOK) der DDR.

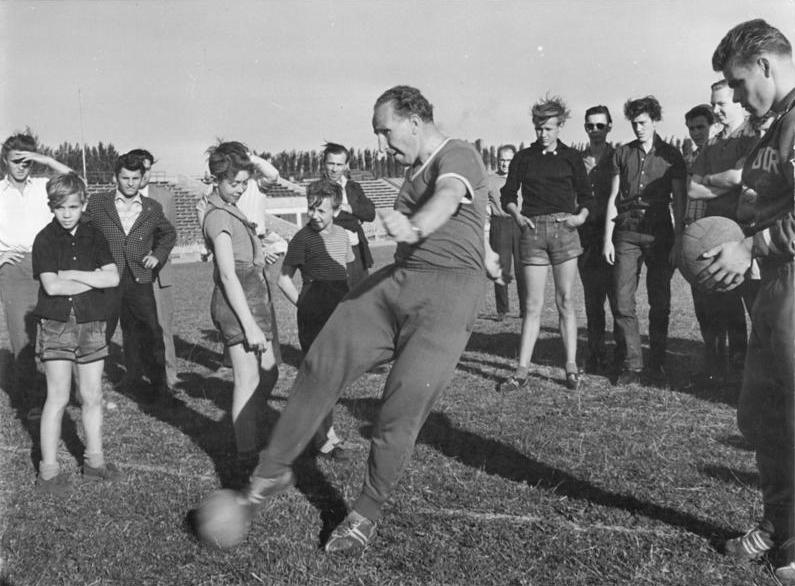
Gödicke 1959 als Trainer der DDR-Nationalmannschaft.

Nach einer Ausbildung an der Leipziger Sporthochschule DHfK wurde Gödicke Trainer. Zunächst wurde er 1953 Juniorentrainer beim DFV. Im Frühjahr 1955 übernahm er das Traineramt beim SC Wismut Karl-Marx-Stadt, den er 1956 und 1957 zur DDR-Meisterschaft führte. 1958 verließ er den Klub und wurde am 1. Mai Nachfolger von János Gyarmati als Trainer der DDR-Nationalmannschaft. Unter seiner Regie konnte die Mannschaft nur zwei von zehn Spielen gewinnen, sodass er im August 1959 von Heinz Krügel abgelöst wurde.
1963 wurde Gödicke Trainer beim Oberligisten SC Dynamo Berlin, dessen Fußballabteilung später als BFC Dynamo eigenständig wurde. Bis 1965 war er für drei Spielzeiten Cheftrainer der Berliner, ehe er 1965 wegen „ungenügender Leistungen entlassen“ wurde. Gödicke ging daraufhin zum TSC Berlin, dessen Fußballsektion kurz darauf zum 1. FC Union Berlin umgewandelt wurde. Zunächst arbeitete er dort als Nachwuchstrainer, 1969 übernahm er die gerade in die Zweitklassigkeit abgestiegene 1. Mannschaft, die er sofort wieder in die Oberliga zurückführte. Danach beendete Fritz Gödicke wegen seiner geschädigten Knie seine Trainerlaufbahn. Sein Nachfolger bei Union wurde am 1. Juli 1970 Harald Seeger.
Von 1970 bis 1985 arbeitete Fritz Gödicke schließlich als wissenschaftlicher Mitarbeiter im Staatssekretariat für Körperkultur und Sport. Als Ruheständler lebte Gödicke am Berliner Alexanderplatz.